# Tugomir Alaupović
Tugomir Alaupović (Dolac kod Travnika, 18. kolovoza 1870. – Zagreb, 9. travnja 1958.), hrvatski pjesnik i pripovjedač. Prvi profesor gimnazije rodom iz Bosne pod Austro-Ugarskom vladavinom.
Osnovnu školu završio je kod franjevaca u Docu, gimnaziju u Travniku, Sarajevu i Zagrebu. Studirao slavistiku i klasičnu filologiju u Zagrebu i Beču. Bio profesor gimnazije u Sarajevu, ravnatelj Velike gimnazije u Tuzli, savjetnik odjela za školstvo i nadzornik srednjih škola u BiH. Zbog jugoslavenske orijentacije otpušten je iz službe 1915. i stavljen pod krivični sud kao veleizdajnik, zatim oslobođen. Godine 1916. je umirovljen i interniran u Franjevački samostan u Sarajevu. Godinu dana kasnije preseljava u Zagreb i postaje tajnikom Matice hrvatske. U Sarajevu je ponovno 1918. godine, postaje članom Narodnog vijeća Države SHS u Sarajevu, te povjerenikom za prosvjetu i bogoštovlje. Do 1920. je ministar za vjeru u prvoj vladi Kraljevine SHS u Beogradu, onda i šef povjerenstva za prosvjetu u Zemaljskoj vladi u Zagrebu i privremeni pokrajinski namjesnik u Hrvatskoj i Slavoniji. Ivi Andriću je ponudio mjesto tajnika u Ministarstvu vjera koju je Andrić prihvatio i počeo s radom 12. rujna 1919. god. da bi Andrić već u veljači 1920. god. prešao u Ministarsvo vanjskih djela i počeo kao apsolvent filozofskog fakulteta diplomatsku karijeru dugu gotovo dva desetljeća. I nakon drugog umirovljenja 1922. je aktivan: prvo je član, potom i predsjednik Državnog savjeta, te osnivač i član Demokratske stranke. Konačno je umirovljen 1929. kada se povlači u Zagreb, gdje ostaje do smrti. 

## Izvod iz bibliografije
- Nesuđenica (ep, 1893.)
- Naše rane (ep, 1898.)
- Probrane pjesme (1902.)
- Ispod Vlašića (pjesme)
- Sjene i uspomene (pripovijetke)
- Iz starog zavičaja (pripovijetke)
- Studija o Marijanu Šunjiću (1906.)
- Studija o Ivanu Franji Jukiću (1907.)
- Studija o fra Grgi Martiću (1907.)
- Radoslav Krstjanin (dramski spjev, u rukopisu)

## Vanjske poveznice
- HKD Napredak Tuzla[neaktivna poveznica]